# Жеблахтинский сельсовет
Жеблахтинский сельсовет — сельское поселение в Ермаковском районе Красноярского края.
Административный центр — село Жеблахты.
В 1989 году из Жеблахтинского сельсовета выделен Ивановский сельсовет.

## Население
| 2010 | 2012 | 2013 | 2014 | 2015 | 2016 | 2017 |
| ---- | ---- | ---- | ---- | ---- | ---- | ---- |
| 627  | ↘609 | ↘598 | ↘597 | ↘594 | ↘582 | ↘566 |

## Состав сельского поселения
В состав сельского поселения входит один населённый пункт — село Жеблахты.

## Местное самоуправление
Жеблахтинский сельский Совет депутатов
Дата избрания: 14.03.2010. Срок полномочий: 5 лет. Количество депутатов: 7
Глава муниципального образования
- Маркелов Андрей Васильевич. Дата избрания: 14.03.2010. Срок полномочий: 5 лет